# Desmodium reticulatum
Desmodium reticulatum là một loài thực vật có hoa trong họ Đậu. Loài này được Champ. ex Benth. miêu tả khoa học đầu tiên năm 1852.